# Helichrysum
Helichrysum este un gen de plante din familia Asteraceae, ordinul Asterales.

## Caractere morfologice
- Tulpina
- Frunza
- Florile
- Semințele

## Specii
Helichrysum arenarium L. - siminoc
Helichrysum italicum L.

 